# マーク・フォーリー
マーク・アダム・フォーリー（英語: Mark Adam Foley、1954年9月8日 - ）は、アメリカ合衆国の政治家。共和党所属。1995年から2006年まで、フロリダ州選出のアメリカ合衆国下院議員を務めた。

## 下院議員としての経歴

### 初期の経歴
1994年の中間選挙に立候補し、58%の得票率を得て民主党候補を破り初当選した。1996年にも民主党候補を破って得票率64%で再選され、1998年には対立候補なしで再選、2000年には得票率60%で民主党候補およびアメリカ合衆国改革党 (en) の候補を破った。2002年には立憲党 (en) の対立候補に得票率72%の大差で勝利し、2004年の選挙でも68%の高い得票率で議席を保持した。
フォーリーは共和党内では穏健派であった。彼は議員時代のうちのかなり長い期間、強い権力をもつ税制関連委員会 (en) に所属していた。2000年の大統領選挙においては、地元フロリダ州での投票結果の再集計に関し、事態をジョージ・W・ブッシュに有利な形に運ぶ上で大きな役割を果たした。2006年、フォーリーは共和党下院の指導層の一員となり、下院副院内総務を務めた。

### 上院議員選挙
2003年、フォーリーは引退を表明したボブ・グラハム (en) 上院議員の議席をめぐる選挙において、共和党の最有力候補と目されていた。しかし、フォーリーがゲイまたはバイセクシュアルであり、長年ある男性と性的関係を持っているという、長らく囁かれていた噂が出回り始めた。この話は最初、地元紙やゲイ雑誌で報道されるに留まったが、「ニュータイムズメディア」紙 (en) が報じたことで大手有力紙でも取り上げられる話題となり、「ニューヨークプレス」紙 (en) など他の週刊新聞でもこぞって報じられた。フォーリーは「胸糞の悪い」噂に対して非難をするための記者会見を開き、自分の性的指向は重要な問題ではないと述べたものの、噂をはっきりとは否定しなかった。数週間後、フォーリーは自らの父親の癌との闘病を見て自分の人生観を見直したいと思ったとして、立候補を取り下げた。この議席はその後、同じ共和党のメル・マルティネス (en) が獲得した。フォーリーは立候補を取り下げるまでに、この選挙キャンペーンのために300万ドルを費やしていた。

### 議員活動

#### ポルノ、性犯罪に関する立法
フォーリーは議会における児童ポルノ撲滅推進派の急先鋒であり、行方不明・被搾取児童に関する公聴会 (en) の議長を務めていた。フォーリーは2002年、10歳未満の子供を性的な視点で撮影したと思われる画像を掲載するウェブサイトを非合法化するための「子どもモデル搾取禁止法案（Child Modeling Exploitation Prevention Act of 2002）」を下院に提出し、「こうしたウェブサイトはペドフィリアに対する誘惑以外の何者でもない」と述べた。しかしこの法案は、正規のエンタテインメント産業に許容しきれないほどの負担を強いることになるとして、通過しなかった。2003年6月、フォーリーは地元フロリダ州の知事と州司法長官に宛てて手紙をしたため、ランド・オー・レイクス (en) にあるコモ湖のヌーディスト保養地で十代の若者向けのイベントが存在することの合法性について、両者に対し再検討するよう求めている。
連邦法における性犯罪者の扱いをより厳しいものに変えていこうとするフォーリーの姿勢は、NPO組織の行方不明・被搾取児童国民センター (en) や、人気テレビ番組「America's Most Wanted」 (en) の看板司会者ジョン・ウォルシュ (en) 、それに多くの被害者権利団体から支持を受けた。フォーリーとこれらの人々や組織の運動が実り、2006年には子供を標的とする性犯罪者をより厳格に監視するための連邦法「アダム・ウォルシュ児童保護法」 (en) が成立した。フォーリーはまたボーイスカウツ・オブ・アメリカ (en) をはじめとする青少年ボランティア組織が、FBIの指紋照合データベースにアクセスする権利を得るための法律を通過させることにも成功した。

#### 社会問題
社会問題に関するフォーリーの立場は、多くの点で共和党の指導層とは異なるものだった。フォーリーはローマ・カトリック信徒であるにもかかわらず、共和党内のプロチョイスを支持する内部組織「The Republican Majority For Choice」の一員であった。ただし彼はプロライフ派の主張する養子や純潔運動を擁護してもいる。彼はまた米国愛国者法、死刑制度存続、憎悪犯罪に対する厳罰化をも支持していた。フォーリーはまたクリスティーン・トッド・ウィットマンを指導者とする「It's My Party Too」や「Republican Main Street Partnership」といった党内左派の組織に参加していた。2005年の「National Journal」誌の算定によれば、フォーリーの議会内での社会政策に関する投票傾向は、中道とされた。

## スキャンダルと議員辞職
2006年9月28日のABCニュースにおいて、フォーリーが2005年に自身のAOLの個人的なアカウントを使い、以前に下院議員付添人を務めていた十代の青年たちに対し、相手の写真を自分に送ってほしいと頼む内容その他のEメールや性的にきわどい内容のインスタントメッセージを送っていたという報道がなされた。フォーリーのオフィスはフォーリーがメールを送ったことを認めたが、それは元付添人が推薦状が欲しいと言ってきたためで、どの付添人かを特定してから推薦状を出すための習慣であると述べた。
翌9月29日、ABCニュースはついに「その他」と表現していた部分を明るみに出し、フォーリーのインスタントメッセージから性的にあからさまな部分を抜き出して報じた。インスタントメッセージには生殖器や性行為への言及が繰り返し行われていた。
トム・レイノルズ (en) 下院議員のスタッフ責任者で、以前はフォーリーのスタッフ責任者を務めていたカーク・フォーダムは、自分は9月29日にABCの記者がニュースの発表前にフォーリーに対して問題の性的な内容のインスタントメッセージを突き付けたとき、フォーリーと一緒にいた、と発言している。このあと、フォーダムはレイノルズ下院議員および下院議長デニス・ハスタートを訪ねて共和党本部に赴いた。フォーダムは議員辞職届を持ってフォーリーのもとに戻り、フォーリーはこれにサインした。ハスタートとレイノルズはフォーリーに対し、議員を自ら辞職しなければ下院から追放されることになると伝えていた。同日、フォーリーはハスタートとフロリダ州知事ジェブ・ブッシュに対し、自らの議員辞職を伝えた。フォーリーは声明を出し、「きわめて遺憾であり、私は深く失望させてしまった自分の家族と、私を地域代表に選んでくれたフロリダの人々に対し謝罪する」と述べた。このニュース報道が広まるにつれて、フォーリーが下院議員のポストに返り咲ける可能性は低くなっていった。ハスタート下院議長は2009年10月2日の記者会見で、フォーリーがあのまま議席に留まろうとすれば、フォーリーを下院から追放するつもりであったことを明らかにした。仮にフォーリーが次の選挙で再び下院議員の地位を取り戻そうとしたとしても、民主党の対立候補であるティム・マホニー (en) に大敗を喫した可能性が高い。
やがて、過去10年間にはもっと多くの議員付添人の青年たちがフォーリーと不適切な接触を持っていたことが明るみに出た。フォーリーはすでに2005年に、同じ共和党の下院議員や議会書記官から、このことに関して警告されていた。フォーリーは弁護士を通じて、自分はペドフィリアではないし未成年とは「接触をもった」ことはないとの声明を出した。この声明はフォーリーが男子研修生たちと性的関係を結んでいないことを示したかったために出されたものであろうが、しかしフォーリーは研修生たちに対し挑発的かつ性的にあからさまなメッセージを送ったこと自体を否定したわけではなかった。また、フォーリーが彼からセクハラメールを送られた研修生たちに（公的にでも私的にでも）謝罪をしたのか、という疑問の声も上がり始めた。フォーリーは、自分はアルコール依存症を抱えており、問題のメールのやりとりは中毒による譫妄状態のときに行ったものである、と説明した。依存症であることを示すため、フォーリーは2009年10月2日にアルコール中毒更生施設 (en) に入った。フォーリーの弁護士はまた、彼が13歳から15歳まで聖職者から性的虐待を受けていたことを明らかにし、さらに「マーク・フォーリーは彼がゲイであるということを皆さんに知ってほしいと思っている」とも述べた。連邦政府は、フォーリーの性的なメールは彼自身が成立に尽力したものを含むいくつかの法律に抵触している可能性があり、刑事告訴もあり得るとの見解を示した。
共和党指導部に対しても、早期からの警告に対するずさんな対応や、問題発覚後の言動に矛盾があったことに対し多くの人々から批判が寄せられた。特に、「ワシントン・タイムズ」紙の論説委員をはじめとする保守系の人々の多くが、下院議長ハスタートの引責辞任を求めていた。
2006年10月19日、「サラトガ・ヘラルド・トリビューン」紙において、ある神父がフロリダ州レイクワース (en) に住んでいた頃に自分の侍者を務めていた十代のフォーリーと性的関係があったことを明らかにした。この神父はすでに引退しており、マルタ島に暮らしていた。元神父はフォーリー少年と一緒に全裸でサウナに入ったり、「軽い触り合い」をしたことはあるが、明白な性交までは行わなかったと話した。
この暴露報道の結果、連邦捜査局（FBI）とフロリダ州法務局 (en) が、刑事事件となる可能性があるとしてメッセージに関する捜査に乗り出した。しかしFBIも州法務局も事件に犯罪性はないと結論付けた。フロリダ州当局は、メールを送られた元付添人が18歳以上だったこともあり、「証拠不十分」としてフォーリーに対する捜査を打ち切った。フロリダ州法務局局長ジェラルド・ベイリーは捜査の打ち切りを発表した際、「法務局は可能な限りの広範囲におよぶ徹底した調査のうえで、フォーリー下院議員を告訴すべき理由はないと判断した」と述べた 。下院倫理委員会 (en) も、フォーリーの品行に関する情報を逸早く入手したい共和党指導層とそのスタッフたちの求めに応じ、調査を行っている。

## 2006年11月の選挙
フォーリーが辞職してまもなく、フロリダ州共和党はフォーリーの後継として第16選挙区下院議員選挙にジョー・ネグロンを立て、ティム・マホニー (en) に対抗させた。フロリダの選挙法では、次の選挙でフォーリーに投票しても有効票となった。11月の選挙では、フォーリーに入った票はすべてネグロンの票として数えられた。民主党のマホニーはフォーリーに対する徹底的な捜査を要求していた。フォーリーの選挙区は1973年より33年のあいだ共和党が勝利し続けていた。スキャンダルを自らに利するため、ネグロンは「ジョーのためにフォーリーを追い出せ!（"Punch Foley for Joe!"）」というスローガンを使い、投票ではフォーリーの名前を書かずにネグロンの名を書くよう呼びかけた。
ネグロンはティム・マホニーに僅差で敗れた。ネグロンの得票率は47.7%、マホニーの得票率は49.5%であった。第16選挙区は2008年の選挙でトム・ルーニーが勝利したことにより、再び共和党が占めた。
フォーリーは議員を辞職した後、フロリダ州パームビーチで不動産業を始めた。彼はゲイであることを公に認め、2007年には皮膚科学者のレイン・ナイセンバウムと恋人関係にあった。2009年9月22日には、フォーリーはノースパームビーチ (en) のラジオ局で放送が始まった「Foley on Politics」という番組でラジオパーソナリティとしてデビューした。
「ニューズウィーク」紙は2010年6月7日付けの紙面で、反同性愛的な立法に賛成票を投じた経験がありながら、その後同性愛スキャンダルを起こしたという説明をつけて、フォーリーを有名な保守政治家の一覧に掲載した。